# Олайне
Олайне (латис. Olaine) — місто в центральній частині Латвії, в історичній області Відземе. Розташоване за 20 кілометрів від Риги.

## Назва
- Олайне (латис. Olaine;  вимова)
- Олай (нім. Olai)

## Географія
Місто розташоване за 20 кілометрів від Риги.

## Історія
Історія міста Олайне тісно пов'язана із близьким місцезнаходженням міста Рига й торговельних і поштових шляхів древньої Європи. Історія міста не виміряється століттями — тільки в 17 столітті коло притоки Міси — річки Олайне була побудована церква, і пасторат одержав ім'я Олайне. У наші дні ім'я Олайне перейняло місто, а історичний центр став — Яунолайне. Олайне як житлове місце стало утворюватися в 1939 році, у цей час коли розвиваласяся галузь видобутку торфу. Працівники з торф'яних боліт і заводу торф'яних брикетів становили більшу частину жителів торфянозаводського селища.
Про історію Олайне як міста можна говорити з 1956 року, коли в Олайне почалося будівництво нових заводів. В 1959 році уряд вирішив ліквідувати клейову фабрику в Ризі й перенести її новопобудовані корпуси в Олайне. Разом із цим було вирішено побудувати завод по переробці пластмаси в Олайне. В 1963 році селище працівників торф'яного заводу стало Олайнським селищем міського типу й зберігав цей статус до 20 лютого 1967 року, коли територія розміром 332 га з 7000 жителів за рішенням президії вищої ради придбала права міста. 20 лютого 1967 року олайнчани вважають днем народження міста.
У наш час територія Олайне займає 6,8 км². У місті живуть приблизно 13 тисяч жителів.
В 60 — ті — 80 — ті роки — це час росту міста Олайне. Уже в повну міць працюють різні виробництва — завод по переробці пластмас, завод хімічних реактивів, експериментальний клейовий завод, у той же час іде будівництво хімічно фармацевтичного заводу. У цей же час в Олайне працювала єдина у всій Латвії установа по насильному лікуванню від алкоголізму — Олайнський лікувально — трудовий профілакторій.
Значні зміни прийшли на початок 90 — тих років. Всі олайнські підприємства були включені в промисловий комплекс Радянського союзу, і їхні виробничі обсяги росли аж до 1990 року. Після 1991 року виробництво в більших підприємствах зменшилося. При зміні політичної й економічної ситуації швидко почав розвиватися приватний сектор. В 1991 році територія міста Олайне була вдвічі розширена, щоб забезпечити жителів місцем для індивідуальної забудови й зоною рекреації.
Олайне з кожним роком стає усе більше привабливим містом, розвивається інфраструктура міста, систематично робиться все, щоб жителі міста почували себе в безпеці, щоб почували й пишалися тим, що Олайне це їхній будинок, щоб сприймали Олайне як сучасне місто Латвії.

## Освіта
В Олайне працюють 4 установи по дошкільній освіті, які щодня піклуються про маленьких жителів міста.
Три з них є установами самоврядування:
- «Zile» (керівник Лариса Корнєєва, вул. Кудрас 9
- «Dzervenite» (керівник Сільвія Тищенко, вул. Земгалес 39
- «Abelite» (керівник Валда Зоша, вул. Парку 5 і одне — «Saulite» (керівник Ілона Скрузмане, вул. Веселібас 7 приватна установа по дошкільній освіті.

Думська установа по дошкільному утворенню «Abelite» є спеціалізованим — для дітей з порушеннями фізичного розвитку й мови.